# 멜코
멜코 홀딩스(Melco Holdings)는 1975년 마키 마코토가 설립한 가업으로, 일본에 위치해 있다. 이 회사의 가장 잘 알려진 브랜드는 버팔로이다.
버팔로(Buffalo)는 현재 멜코 홀딩스의 16개 자회사 중 하나로, 처음에는 오디오 장비 제조업체로 설립되었으나 1981년 EEPROM 라이터로 컴퓨터 주변기기 시장에 진출했다. 버팔로라는 이름은 회사 최초 제품 중 하나인 프린터 버퍼와 미국 들소의 이름(버팔로)에서 유래했다.

## 이름
멜코(Melco)의 이름은 Maki Engineering Laboratory COmpany의 약자이다.

## 역사
멜코 홀딩스는 1986년에 설립되었으며, 현재 그 자회사들은 랜덤 액세스 메모리 제품, 플래시 메모리 제품, USB 제품, CD-ROM/DVD-RW 드라이브, 하드 디스크 드라이브, 근거리 통신망 제품, 프린터 버퍼, 액정 디스플레이, 마이크로소프트 윈도우 가속기, 개인용 컴퓨터 부품 및 CPU 가속기 제조에 관여한다. 멜코의 자회사는 일본에서 인터넷 설정, 단말기 설치/설정, 컴퓨터 교육 및 컴퓨터 유지 보수와 같은 기업 서비스를 제공한다. 또한 일본에서 솔리드 스테이트 드라이브 판매를 시작했다.
버팔로 테크놀로지 (미국)는 그룹의 북아메리카 자회사로, 오스틴 (텍사스주)에 본사를 두고 있다. 이 회사는 여러 신기술에서 시장 최초였다.

### 최초 제품 출시 연대기
1999년 1월 – 최초의 무선 라우터
2002년 12월 – 최초의 Draft-11g Wi-Fi 제품 출시
2003년 11월 – 최초의 NAS 어플라이언스
2005년 1월 – 최초의 RAID NAS 어플라이언스
2006년 4월 – 최초의 Draft-11n Wi-Fi 제품 출시
2009년 11월 – 최초의 USB 3.0 스토리지
2012년 1월 – CES에서 최초의 Draft-11ac Wi-Fi 솔루션 시연
2012년 5월 – 최초의 Draft-11ac Wi-Fi 제품 출시
2012년 6월 – 최초의 썬더볼트 + USB 3.0 하이브리드 장치
2013년 5월 – 최초의 DDR 메모리 버퍼 DAS 드라이브

## 기업 구조
| \| 일본 \| - CFD Sales Inc. - 버팔로 테크놀로지 (일본) - 버팔로 로지스틱스 - 버팔로 리스 - 버팔로 다이렉트 - 멜코 개인 지원 - 버팔로 IT 솔루션 - 리버티 쉬핑 - 버팔로 고쿠요 서플라이 \| \| 아시아 \| - 버팔로 테크놀로지 (대만) - 버팔로 테크놀로지 (한국) - 멜코 자산 관리 PTE. LTD. \| \| 미국 \| - 버팔로 테크놀로지 (미국) \| \| 유럽 \| - 버팔로 테크놀로지 영국 지사 - 버팔로 테크놀로지 아일랜드 지사 - 버팔로 테크놀로지 독일 \| | |
| 일본 | - CFD Sales Inc. - 버팔로 테크놀로지 (일본) - 버팔로 로지스틱스 - 버팔로 리스 - 버팔로 다이렉트 - 멜코 개인 지원 - 버팔로 IT 솔루션 - 리버티 쉬핑 - 버팔로 고쿠요 서플라이 |
| 아시아 | - 버팔로 테크놀로지 (대만) - 버팔로 테크놀로지 (한국) - 멜코 자산 관리 PTE. LTD.                                                                                           |
| 미국 | - 버팔로 테크놀로지 (미국) |
| 유럽 | - 버팔로 테크놀로지 영국 지사 - 버팔로 테크놀로지 아일랜드 지사 - 버팔로 테크놀로지 독일                                                                                   |

## 제품
- 닌텐도 Wi-Fi USB 커넥터
- 외장 하드 드라이브
- HD DVD 컴퓨터 드라이브
- 에어스테이션 (가정용 게이트웨이)
- AOSS
- 메모리 - SO-DIMM 및 DIMM
- USB 플래시 드라이브
- UPnP 미디어 렌더링 하드웨어

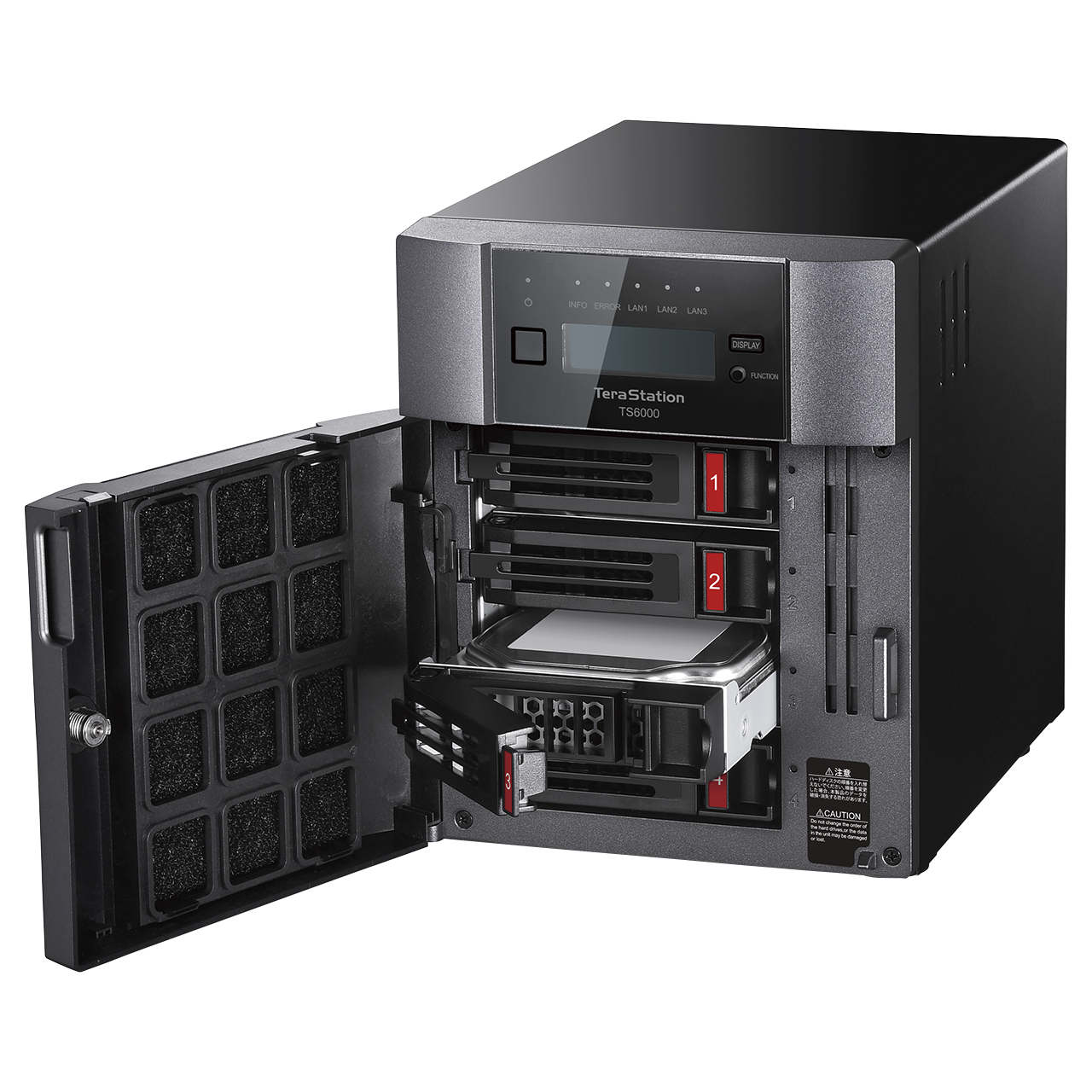
하드 드라이브가 포함된 테라스테이션
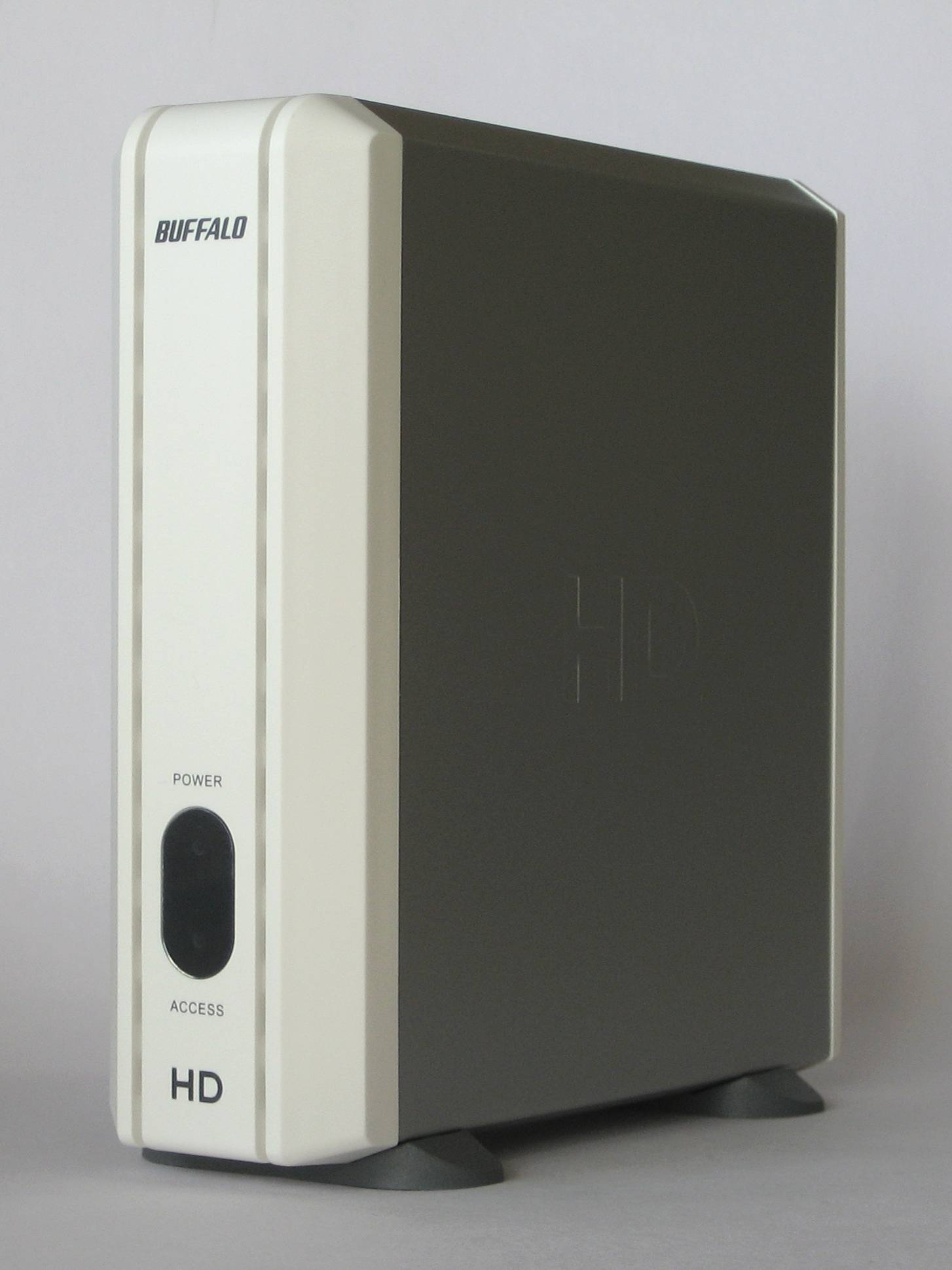
드라이브스테이션 외장 하드 드라이브
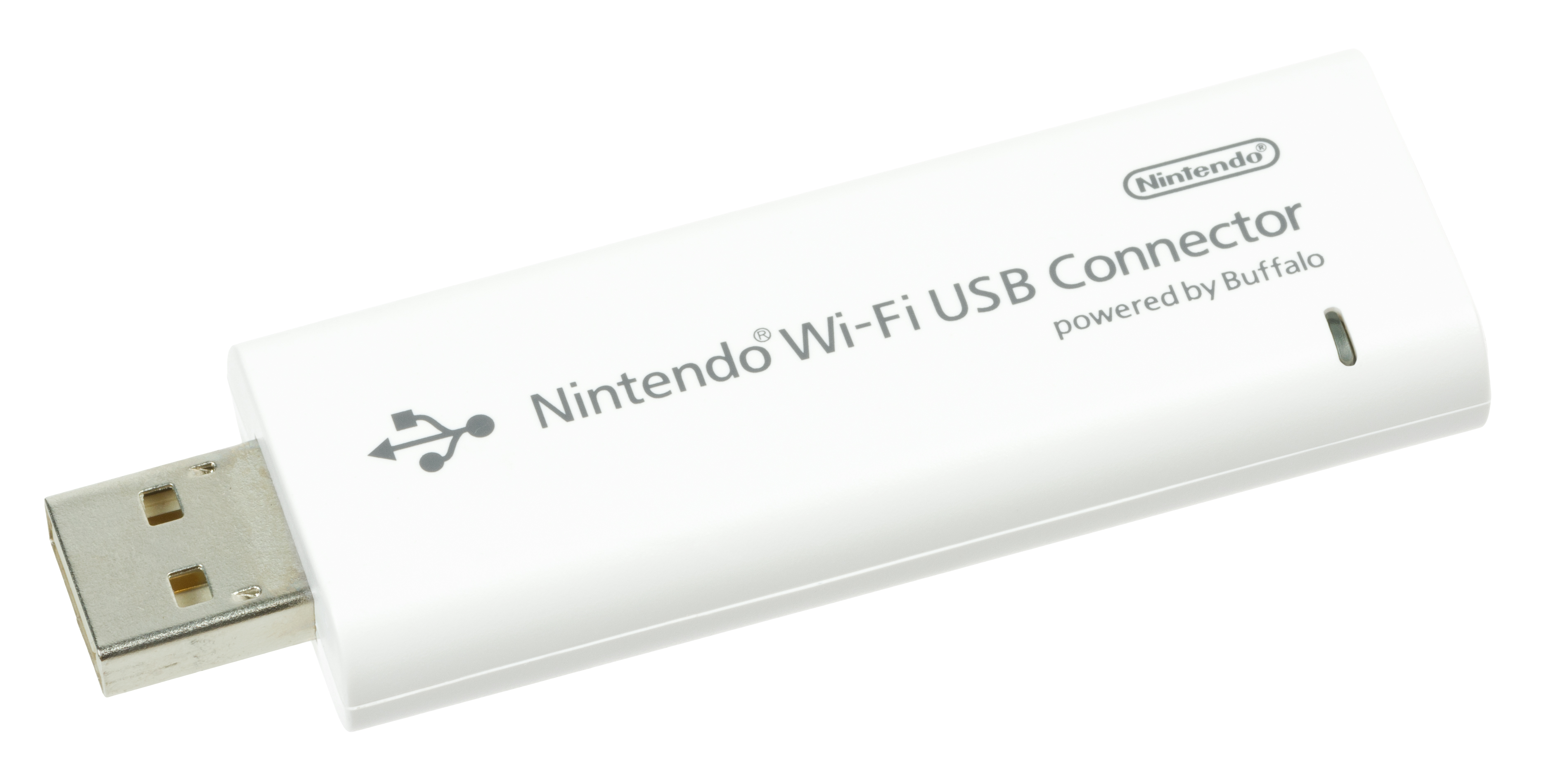
닌텐도 Wi-Fi USB 커넥터
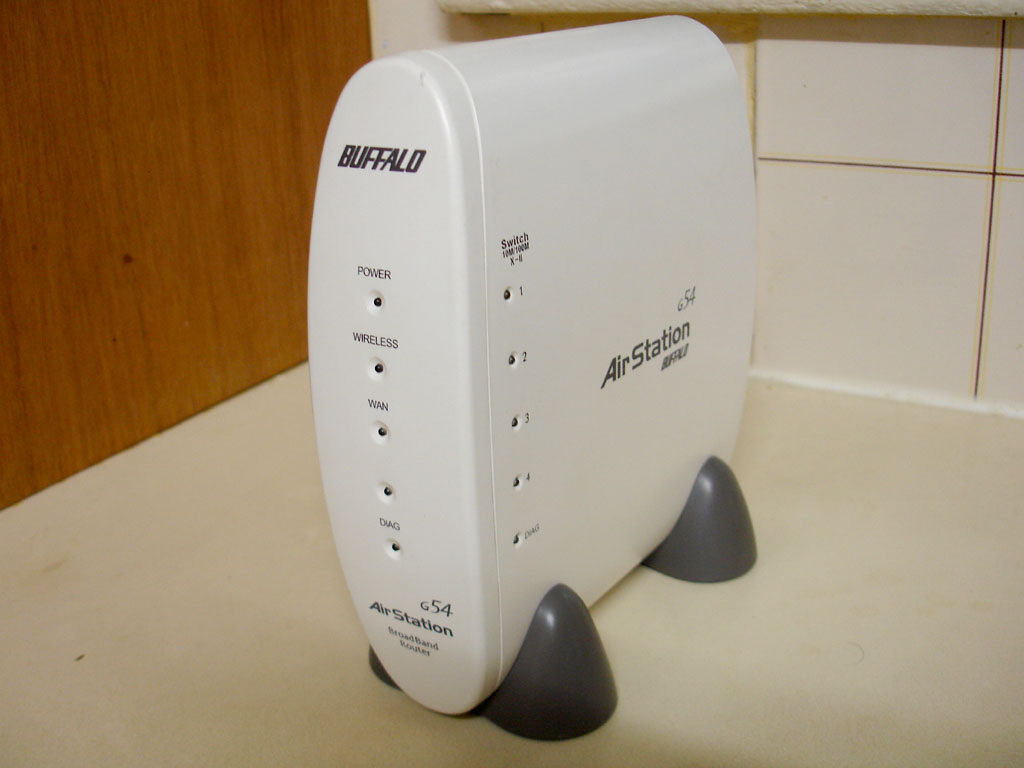
버팔로 에어스테이션
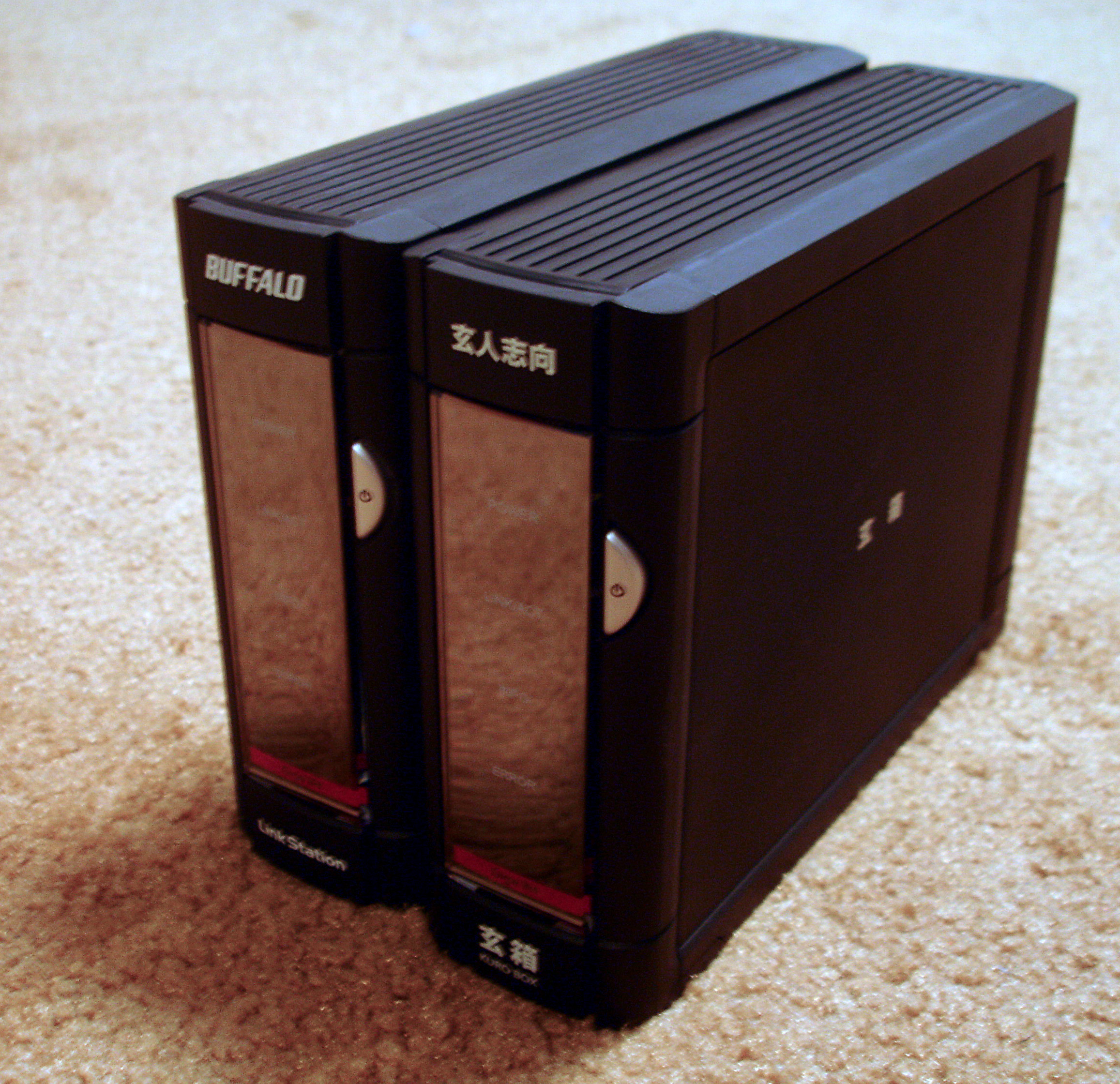
링크스테이션 프로와 쿠로박스 프로

## 소송
2006년 말, 호주의 CSIRO는 버팔로를 상대로 소송에서 승소했으며, 이에 따라 전 세계 모든 WLAN 제품에 대해 로열티를 받게 되었다. 소송의 근거는 CSIRO가 1996년에 미국 특허 5487069를 획득했는데, 이 특허가 업계 표준이 된 802.11a/g 무선 기술의 요소를 부여한다는 것이었다. 2007년 6월, 텍사스 연방 법원은 라이선스 계약이 체결될 때까지 더 이상 무선 제품을 출하하지 못하도록 금지 명령을 내렸다. 2008년 9월 19일, 연방 순회 법원은 버팔로에게 유리한 판결을 내리고 이 사건을 지방 법원으로 환송했는데, 지방 법원의 약식 판결이 CSIRO 특허의 명백성 여부에 대한 충분한 근거를 제시하지 못했다고 판결했다. 따라서 이 사건은 지방 법원에서 다시 재판될 것이다. 이와 관련하여 버팔로는 곧 미국에서 IEEE 802.11a 및 802.11g 호환 제품을 다시 판매할 수 있기를 희망한다.

## 같이 보기
- 에어스테이션